# Distretto di Akçaabat
Il distretto di Akçaabat (in turco Akçaabat ilçesi) è un distretto della provincia di Trebisonda, in Turchia.

## Vicegovernatori
Di seguito l'elenco dei vicegovernatori del distretto:
- Hazım (1933-1935)
- Fuat Ülgener (1935-1940)
- Cemal Göktan (1940-1943)
- Cemil Polatsoy (1943-1946)
- Ruhi Çetiner (1946-1947)
- Hasan Basa (1947-1949)
- Hamdi Arer (1949-1951)
- Kemal Güçhan (1951-1952)
- Kemal Gürsel (1952-1955)
- Ruhi Çetiner (1955-1958)
- Mecit Sönmez (1958-1963)
- Mehmet İhsan Mumbuç (1963-1964)
- Fahrettin Turan (1964-1967)
- Yusuf Kenan Aybek (1967-1969)
- Ali Kayacan (1969-1970)
- Mustafa Yalcın (1970-1971)
- İ. Fuat Uğur (1971-1976)
- Hasan Zenginal, come vice-kâymakam (1976)
- Muammer Kutlu, come vice-kâymakam (1976)
- Ergün Tezel (1976-1978)
- Altan Yılmaz Cevahiroğlu (1978-1980)
- Ahmet Turan Bozkır (1980-1983)
- Hikmet Cavit Erdoğan, come vice-kâymakam (1983-1984)
- Tayyar Şaşmaz, come vice-kâymakam (1984)
- Mehmet Birol Güngör (1984-1986)
- Şerif Aşkar, come vice-kâymakam (1986)
- Ömer Karaman, come vice-kâymakam (1986-1987)
- Birgi Yaşar Çağlaşan (1988-1989)
- Kaan Peker, come vice-kâymakam (1989-1990)
- Murat Tülay (1990-1992)
- Tevfik Karabalık (1992-1994)
- Ahmet Arabacı (1994-1996)
- Cafer Yıldız (1996-2000)
- Osman Ekşi (2000-2002)
- Bekir Dınkırcı (2002-2005)
- Erol Özkan (-2005-2011)
- Abdul Rauf Ulusoy (2011-)